# Octotemnus testaceus
Octotemnus testaceus es una especie de coleóptero de la familia Ciidae.

## Distribución geográfica
Habita en la India.